# Casa Municipală din Praga
Casa Municipală (numită inițial Casa reprezentativă principală a orașului Praga) (în cehă Obecní dům) este una dintre cele mai faimoase clădiri art nouveau din Praga și este situată în Piața Republicii (nr. 5), în apropiere de Turnul Pulberăriei și vizavi de casa U Hybernů. Ea servește în principal în scopuri ceremoniale și de reprezentare oficială.

## Istoric

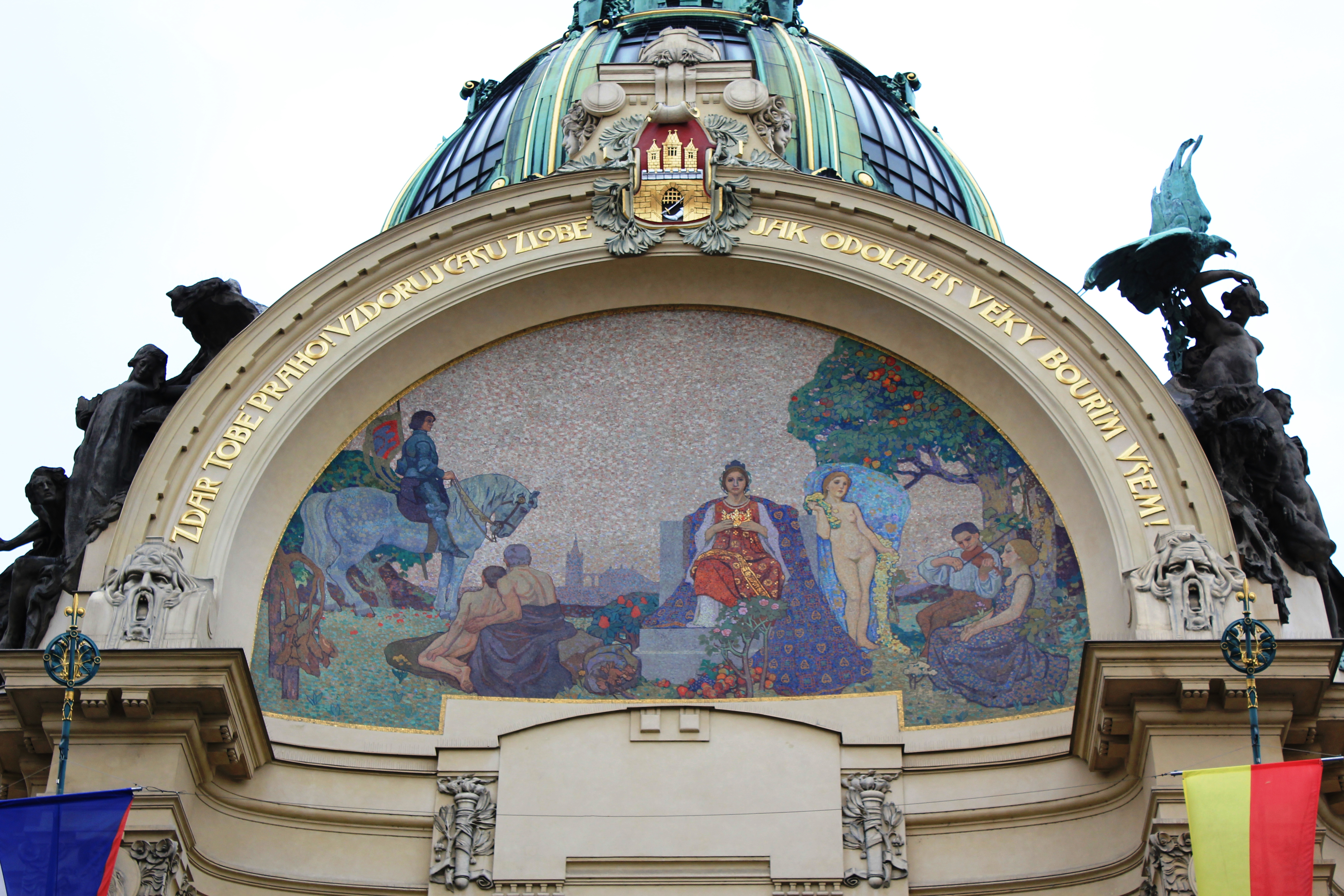
Mozaicul de deasupra intrării principale

În locul unde se află astăzi Casa Municipală s-a aflat mai demult reședința regilor cehi, Curtea Regală. Acest complex a fost construit în jurul anului 1380 de către regele Venceslau al IV-lea ca reședință regală, îndeplinind această funcționalitate în anii 1383–1484. În afară de palat, el includea casele curtenilor, băi termane și o grădină. După Venceslau al IV-lea, au locuit aici fratele său vitreg, Sigismund de Luxemburg, ginerele acestuia, Albert al II-lea Habsburg, Ladislau Postumul, George de Poděbrady și Vladislav Jagello, care s-a mutat din Orașul Vechi înapoi în Cetatea Pragăi. Complexul regal a fost abandonat după 1485.
Până astăzi s-a mai păstrat din Palatul Regal doar numele străzii adiacente Královodvorská și un pasaj de trecere între Casa Municipală și Turnul Pulberăriei către strada Celetná. Procesiunea de încoronare a regilor cehi pornea de la Palatul Regal, iar zona în care se află astăzi Casa Municipală era, de fapt, începutul așa-numitului Drum Regal. Complexul a fost folosit mai târziu în diferite scopuri, fiind transformat în seminar teologic, iar în apropiere s-a construit biserica Sf. Adalbert (Sf. Vojtěch). În anii 1902 - 1903 toate clădirile acestui complex, inclusiv biserica, au fost demolate.
Casa Municipală a intrat de două ori în istoria statului cehoslovac: aici a fost proclamată la 28 octombrie 1918 independența Cehoslovaciei și tot aici, în timpul Revoluției de Catifea din noiembrie 1989, a avut loc prima întâlnire a guvernului comunist cu reprezentanții Forumului Civic condus de Václav Havel. Casa a suferit ample lucrări de renovare în anii 1994–1997.

## Arhitectură

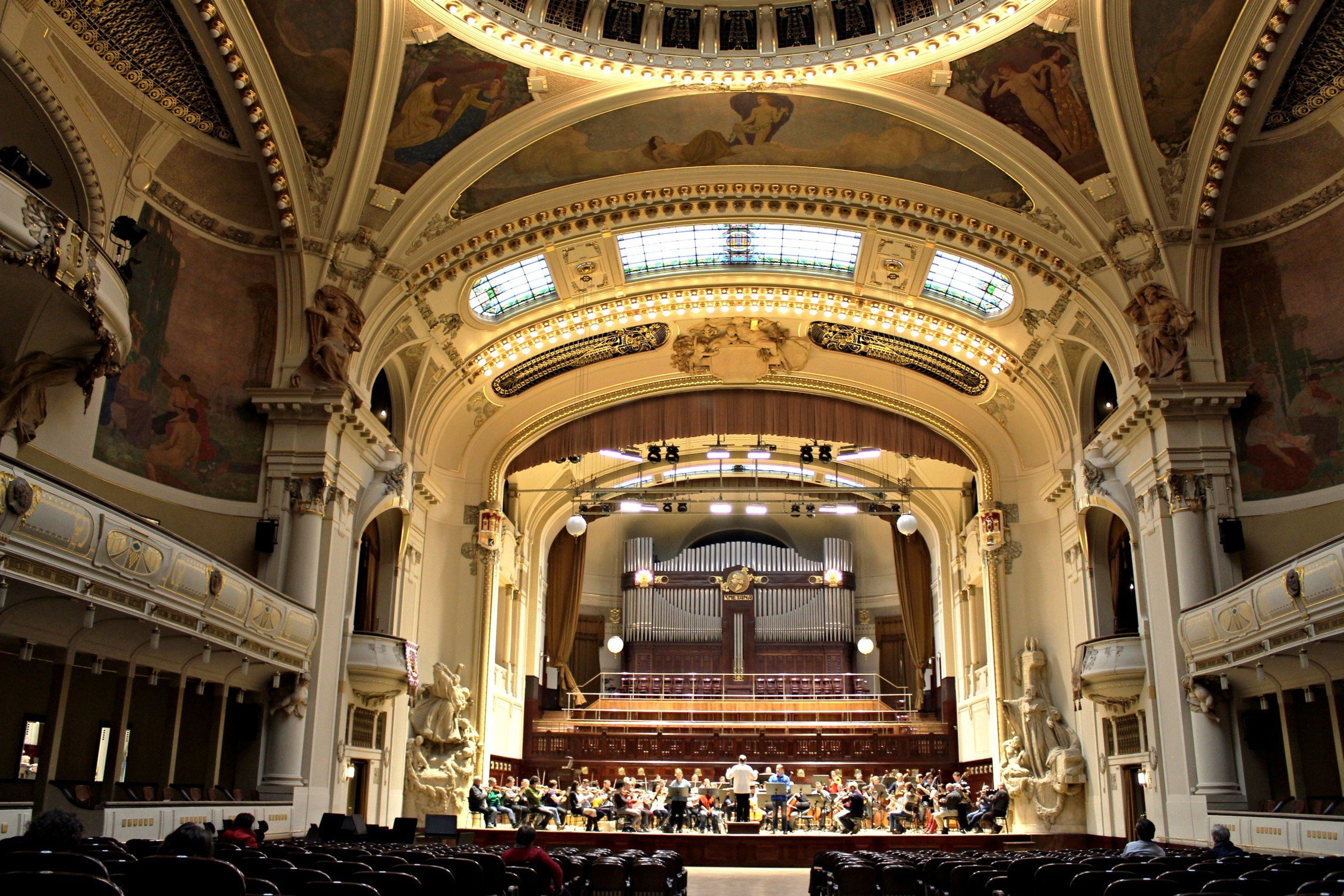
Sala Smetana din Casa Municipală

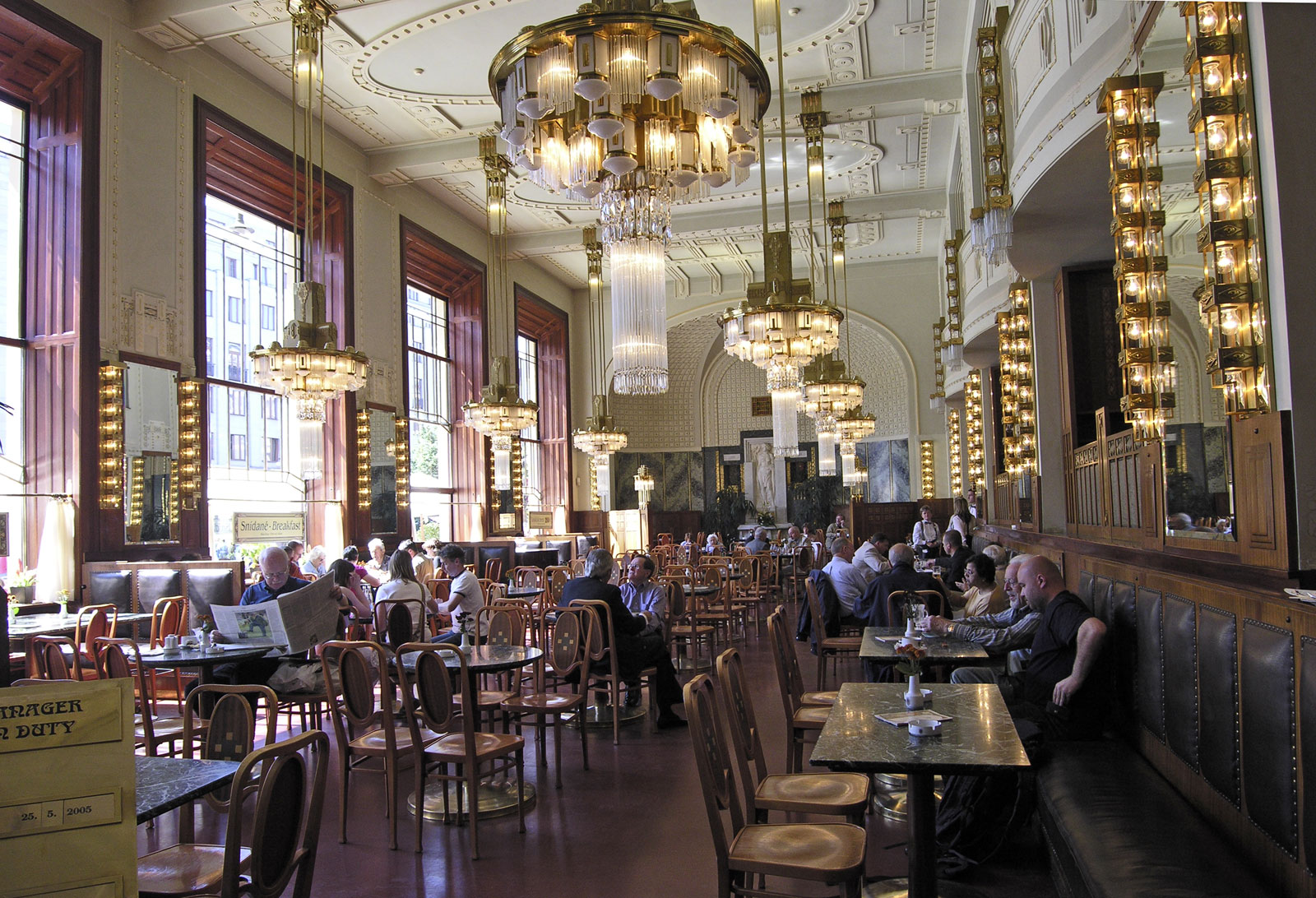
Cafeneaua de la parterul Casei Municipale

Casa Municipală a fost construită în anii 1905–1912, în urma unui concurs de proiecte, după planurile arhitecților Antonín Balšánek și Osvald Polívka. Clădirea a fost construită într-un stil arhitectonic ce face trecerea de la istoricism la Art Nouveau, iar exteriorul este decorat cu artă alegorică și stuc. Cele două aripi ale clădirii sunt unite într-un unghi ascuțit. 
Fațada aflată la intersecția celor două corpuri conține portalul de intrare și deasupra sa un balcon, înfrumusețat de un arc mare, semicircular, cu un citat al lui Svatopluk Čech despre gloria orașului Praga. În arcul semicircular se află un mozaic semicircular intitulat Omagiu Pragăi, ce a fost realizat și asamblat de Karel Špillar. De o parte și de alta a cupolei se află două grupuri statuare alegorice realizate de Ladislav Šaloun, ce reprezintă Degenerarea poporului și Reînvierea poporului. Sala Smetana servește ca sală de concerte și sală de bal. Ea are o cupolă din sticlă.
Clădirea a fost decorată cu opere de artă realizate de cei mai mari pictori și sculptori cehi de la începutul secolului al XX-lea: Mikoláš Aleš, Max Švabinský, František Ženíšek, Ladislav Šaloun, Karel Novák, Josef Mařatka, Josef Václav Myslbek, Alfons Mucha și Jan Preisler.

### Interior
Interiorul său conține mai multe săli, dintre care cea mai mare este Sala Smetana folosită ca o sală de concerte pentru aproximativ 1200 de auditori; ea găzduiește în principal concert ale Orchestrei Simfonice din Praga Praga FOK, apoi festivalul Primăvara de la Praga, concerte de orgă etc. Celelalte săli sunt sala Grégrův, sala Sladkovského și salonul Primarului. 
Clădirea este folosită astăzi ca sală de concerte și sală de bal, aici fiind organizate, de asemenea, expoziții și alte evenimente social-culturale. Multe încăperi ale clădirii sunt închise publicului, putând fi vizitate doar în cadrul unor tururi cu ghid.
La parter și la subsol există mai multe restaurante și cafenele. Aproape de intrarea principală se află Centrul de informații despre trafic. 

## Clădiri importante aflate în vecinătate
În apropierea Casei Municipale sunt situate alte obiective importante:
- Casa U Hybernů cu Teatrul Hybernia
- Palatul Věžníkovský (azi hotelul Kempinski)
- Palatul Swéerts-Šporkův
- Palatulul Losyů de Losinthal (Casa Poporului)
- Gara Masaryk

## Imagine

Casa Municipală
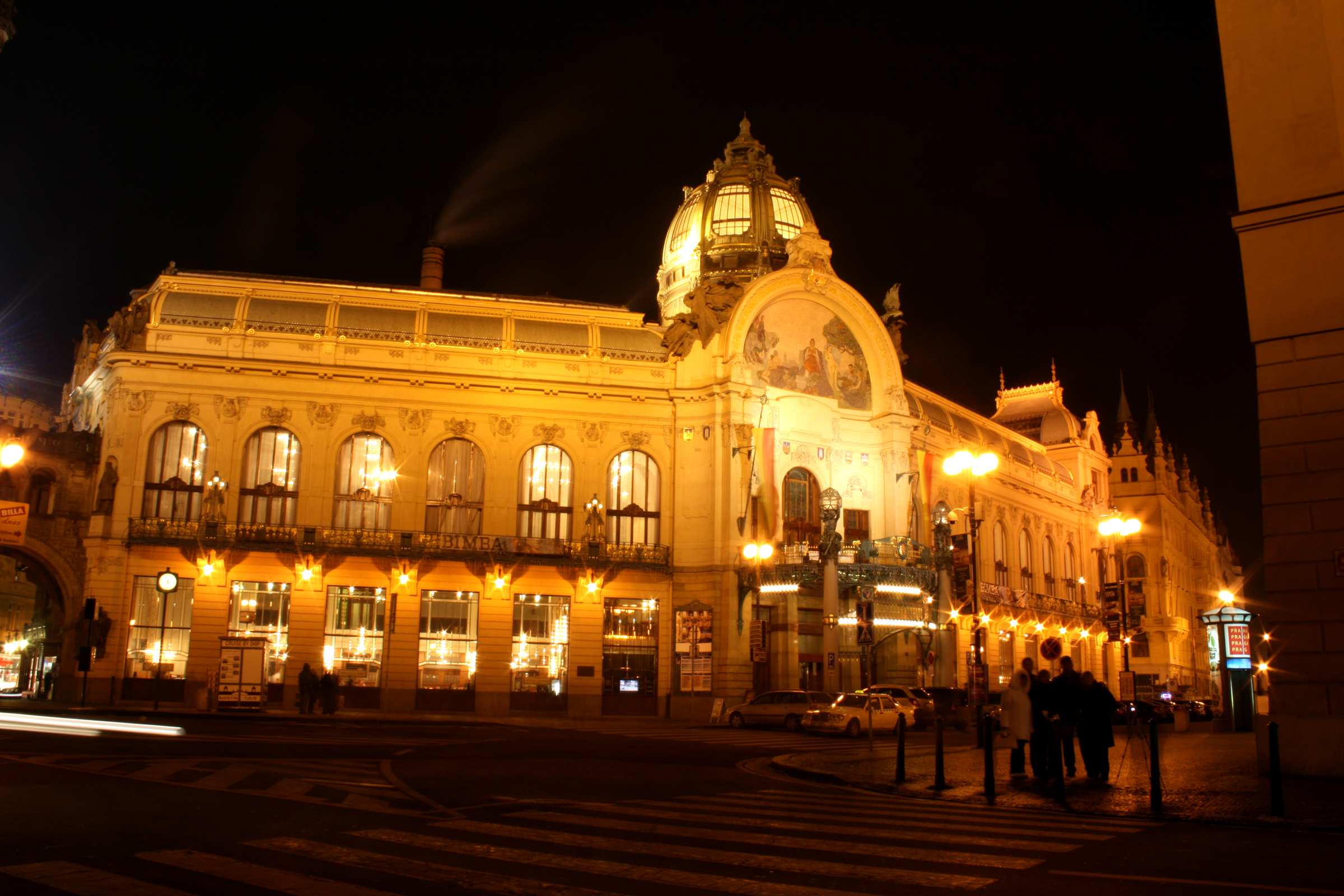
Fotografie nocturnă a Casei Municipale
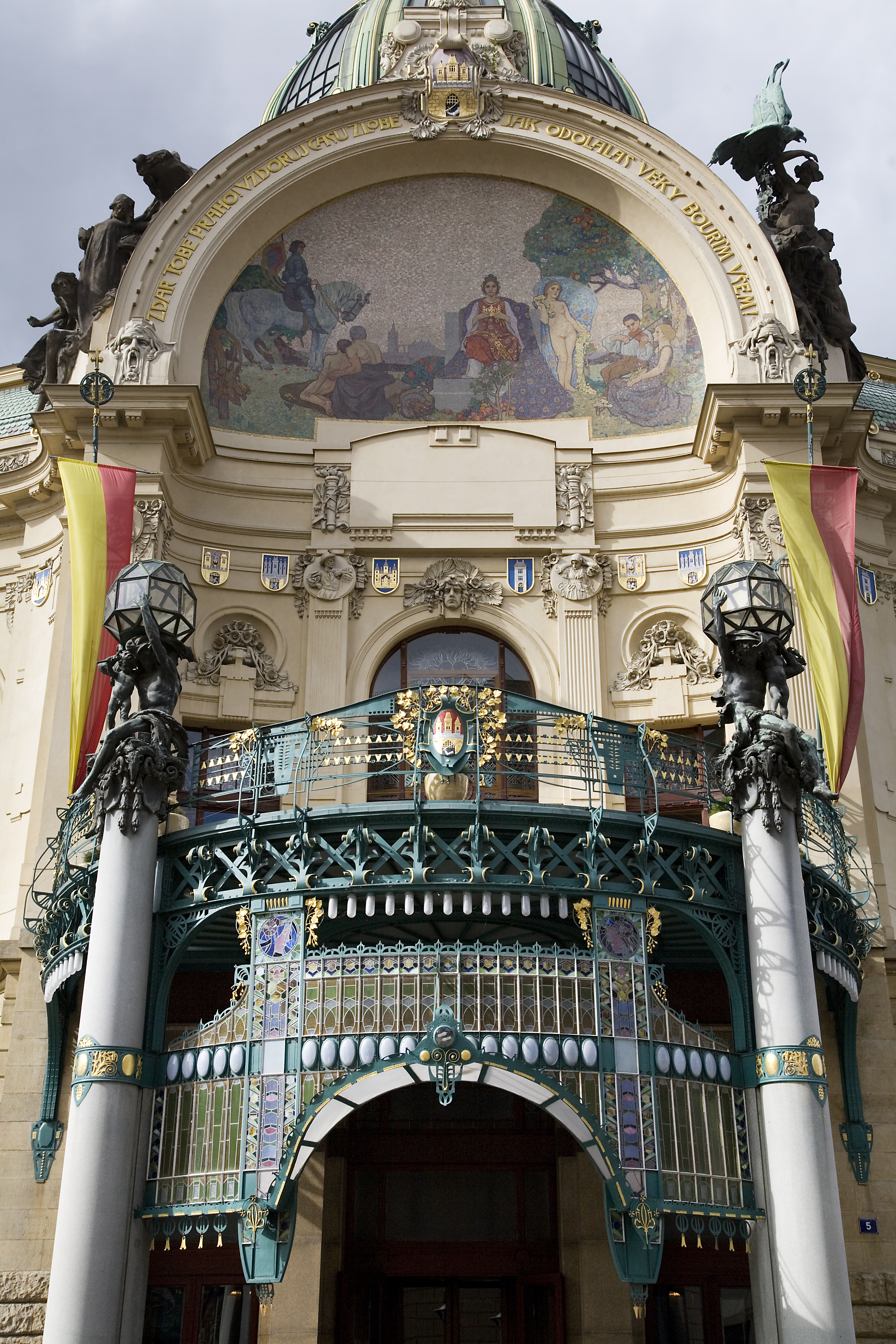
Intrarea principală
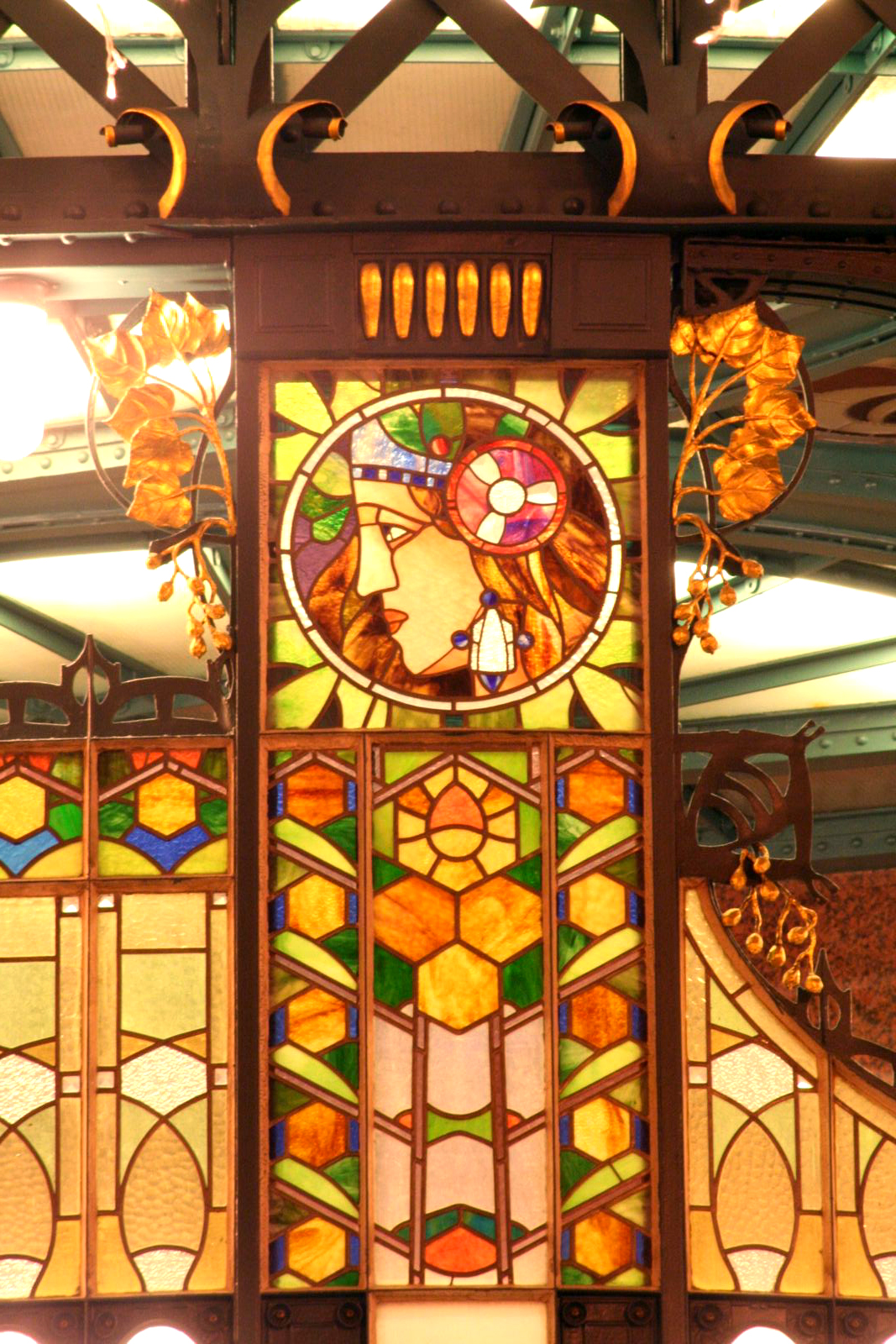
Vitraliu de sticlă al Casei Municipale
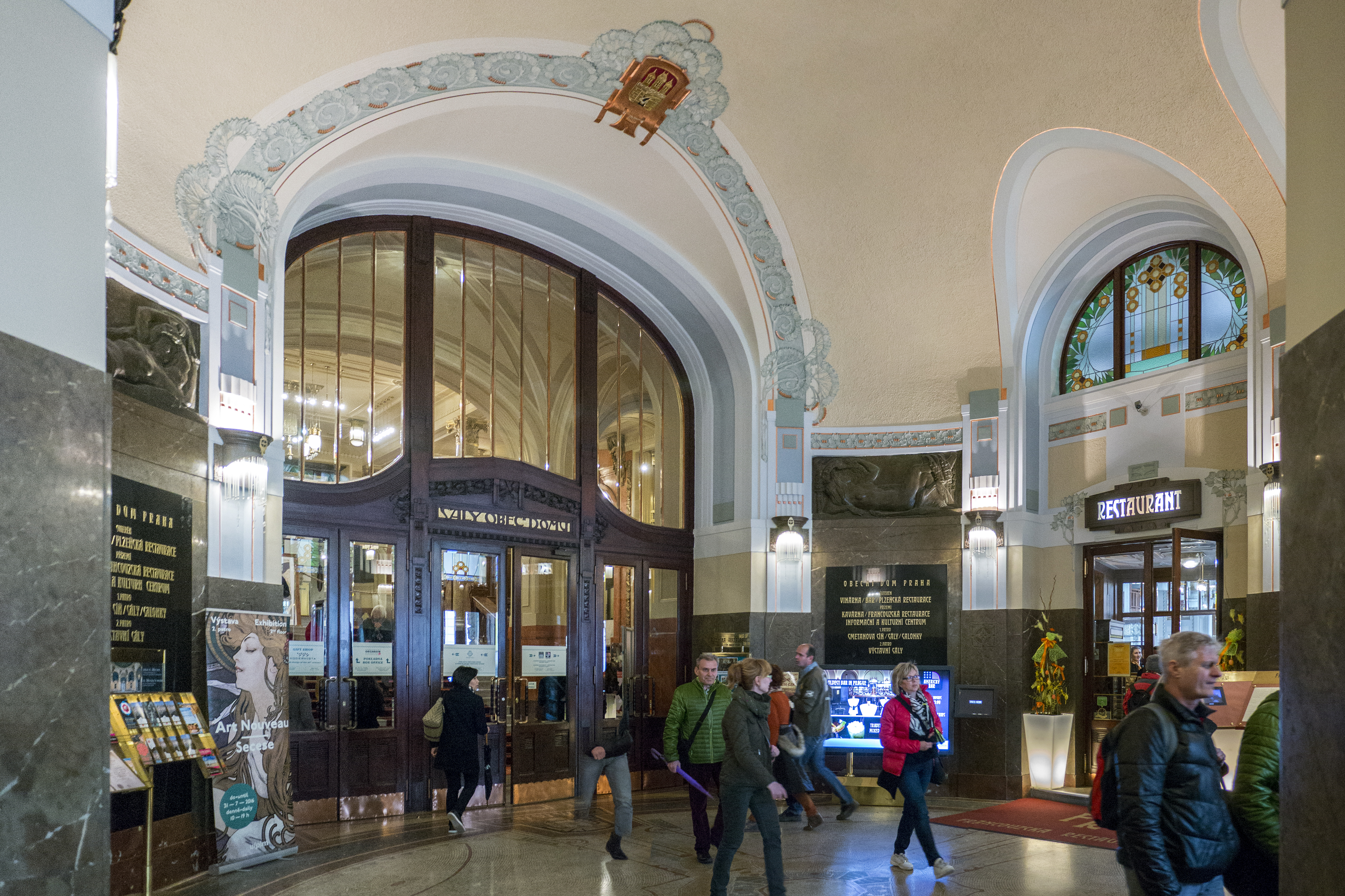
Holul principal
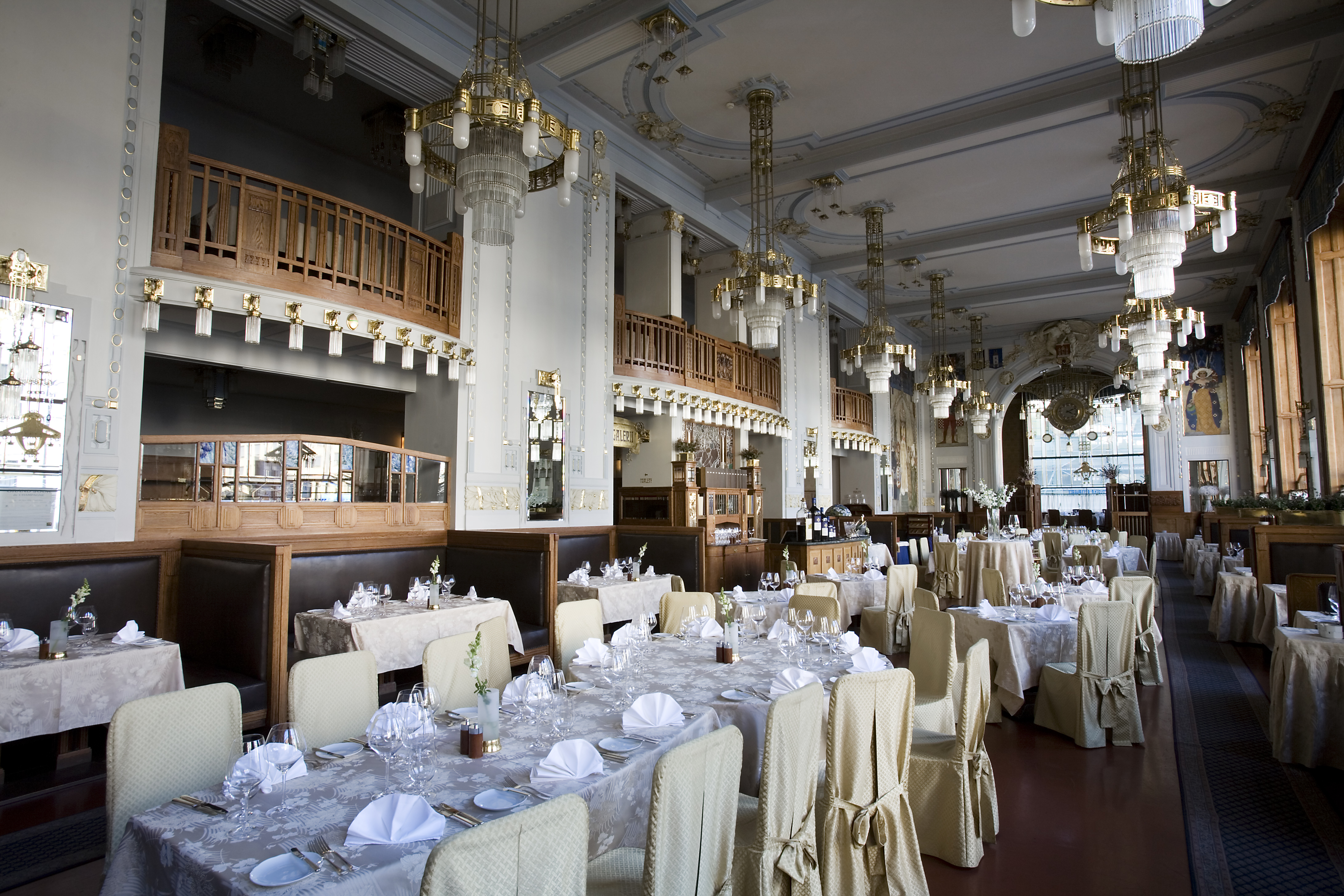
Restaurantul franțuzesc
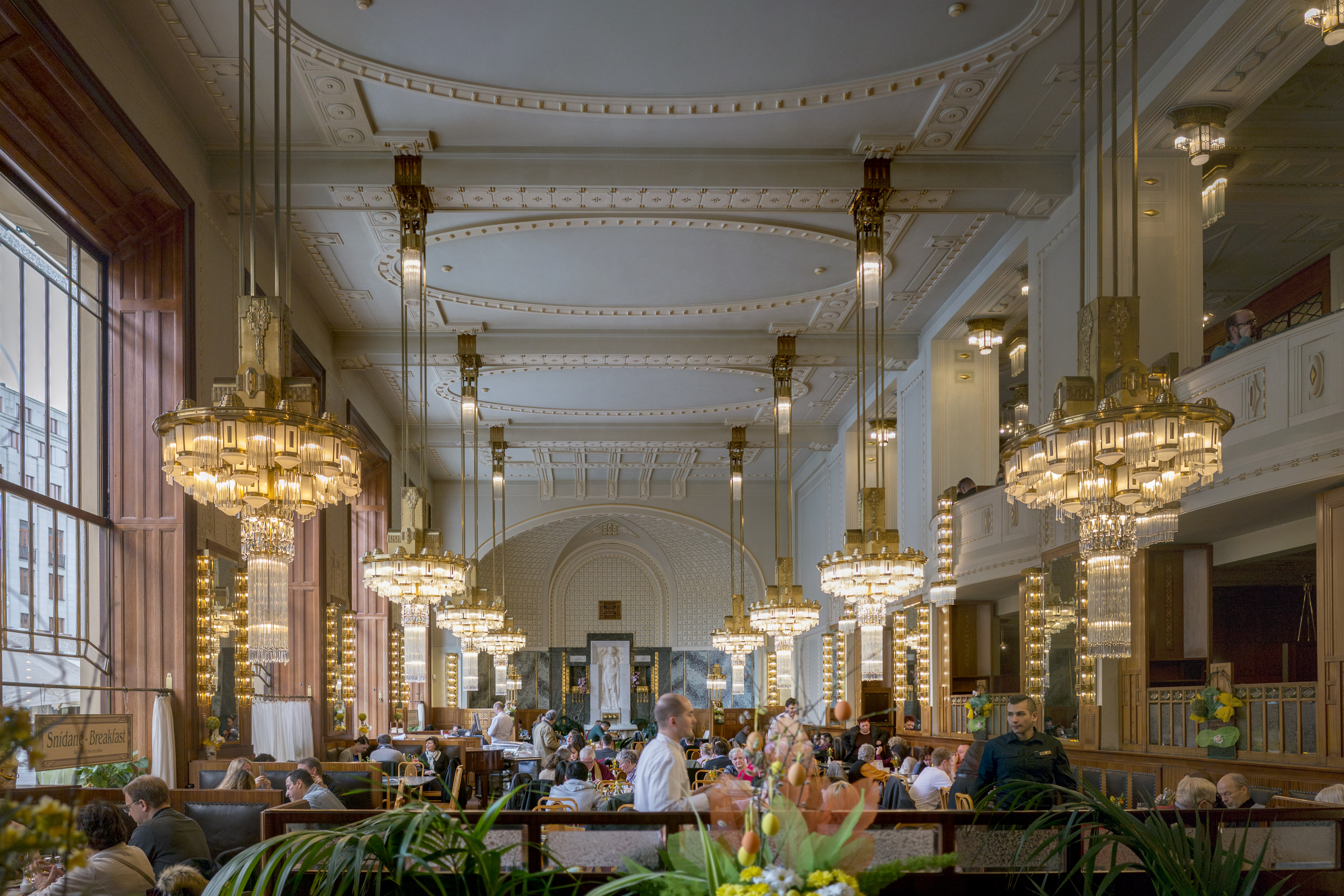
Cafeneaua
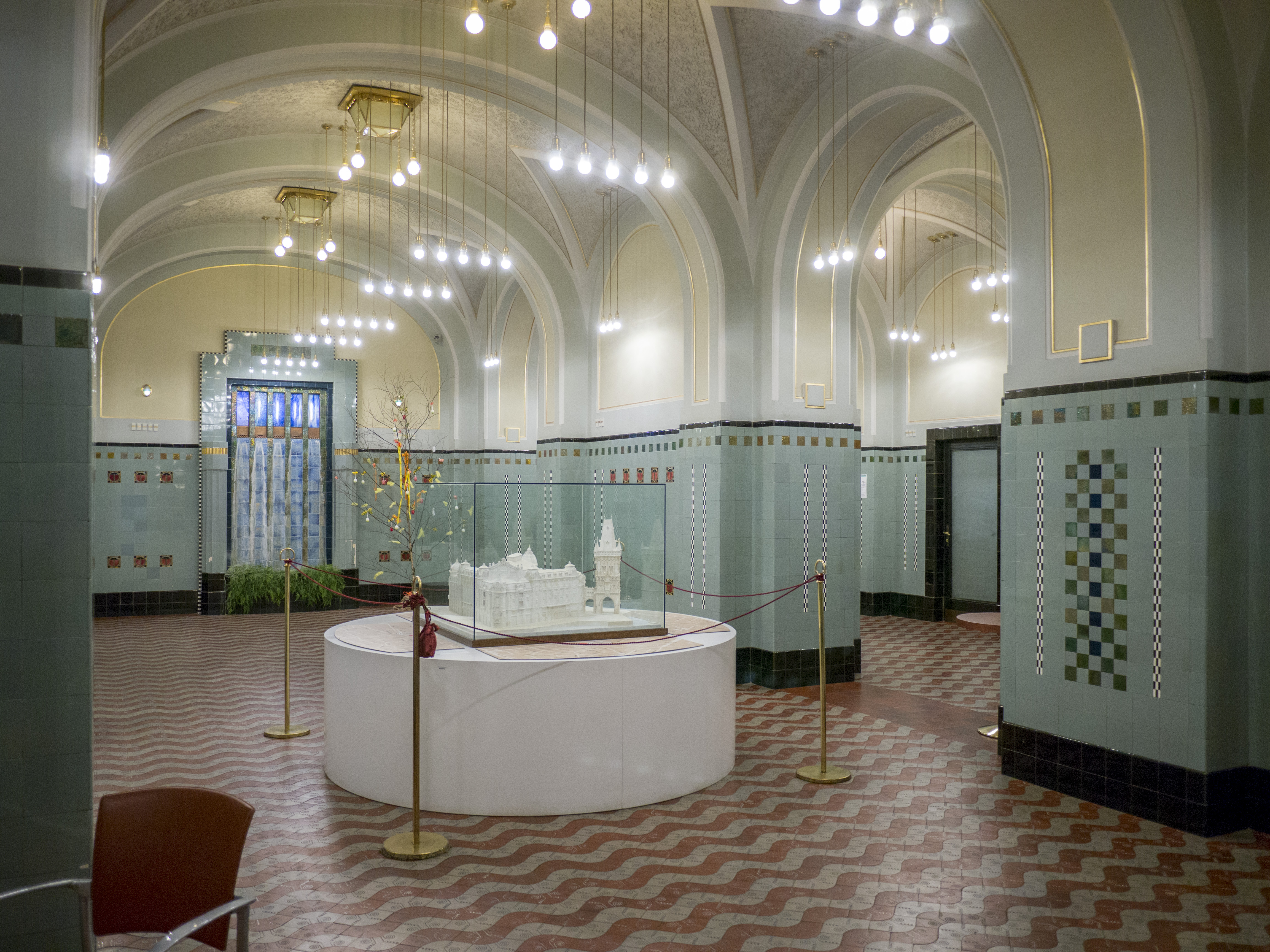
Sală din subsol
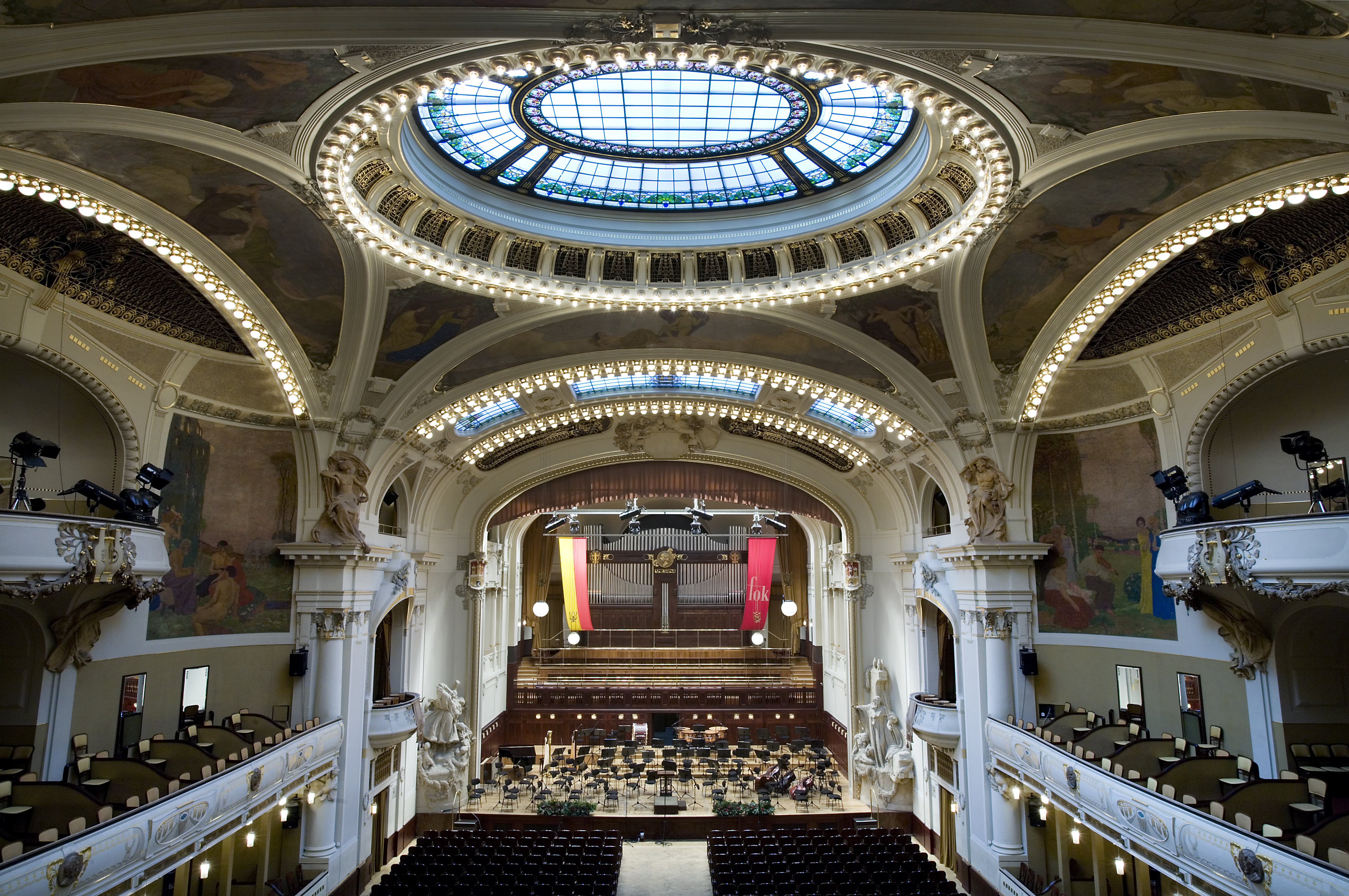
Sala Smetana
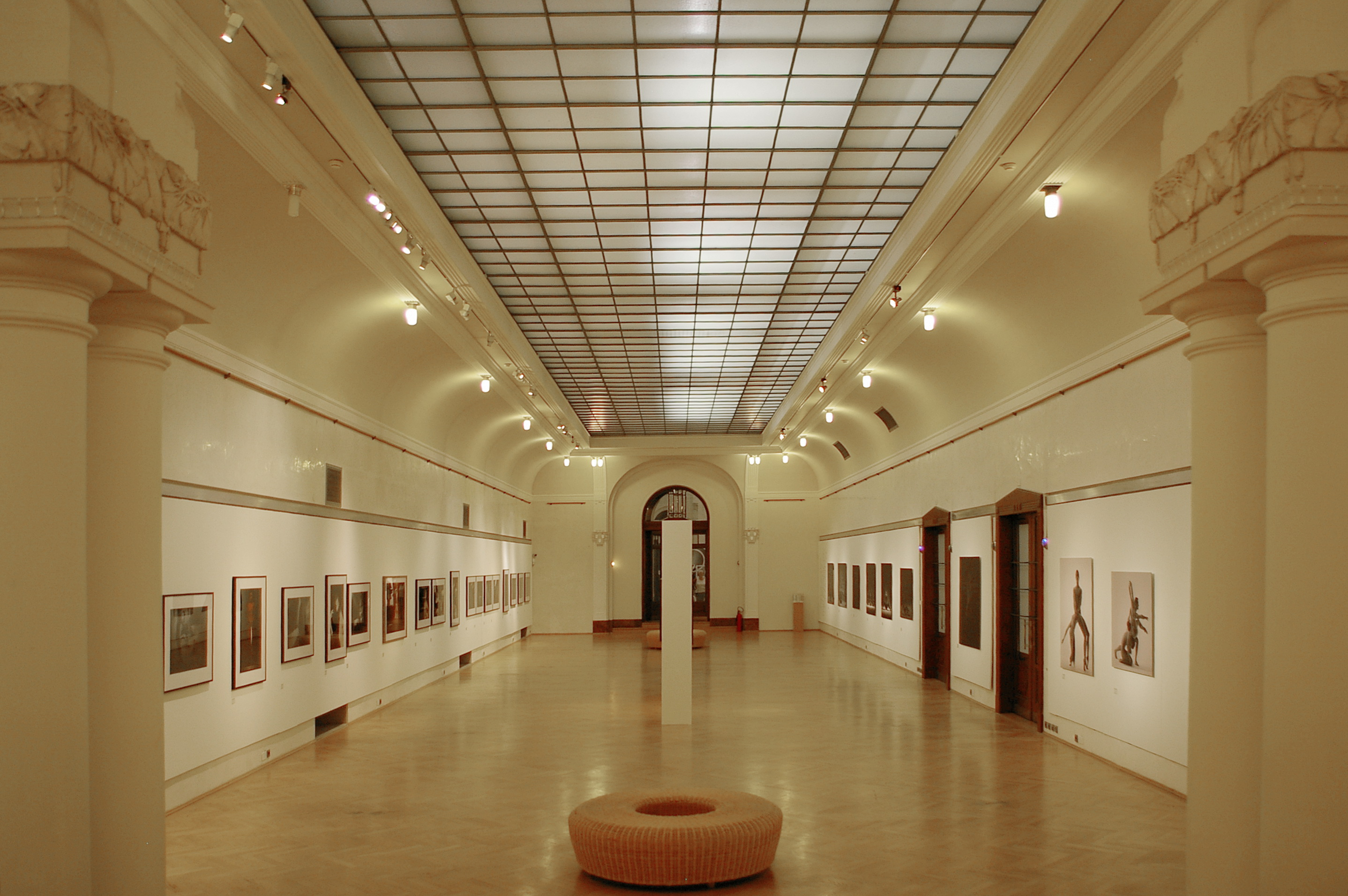
Sala de expoziții
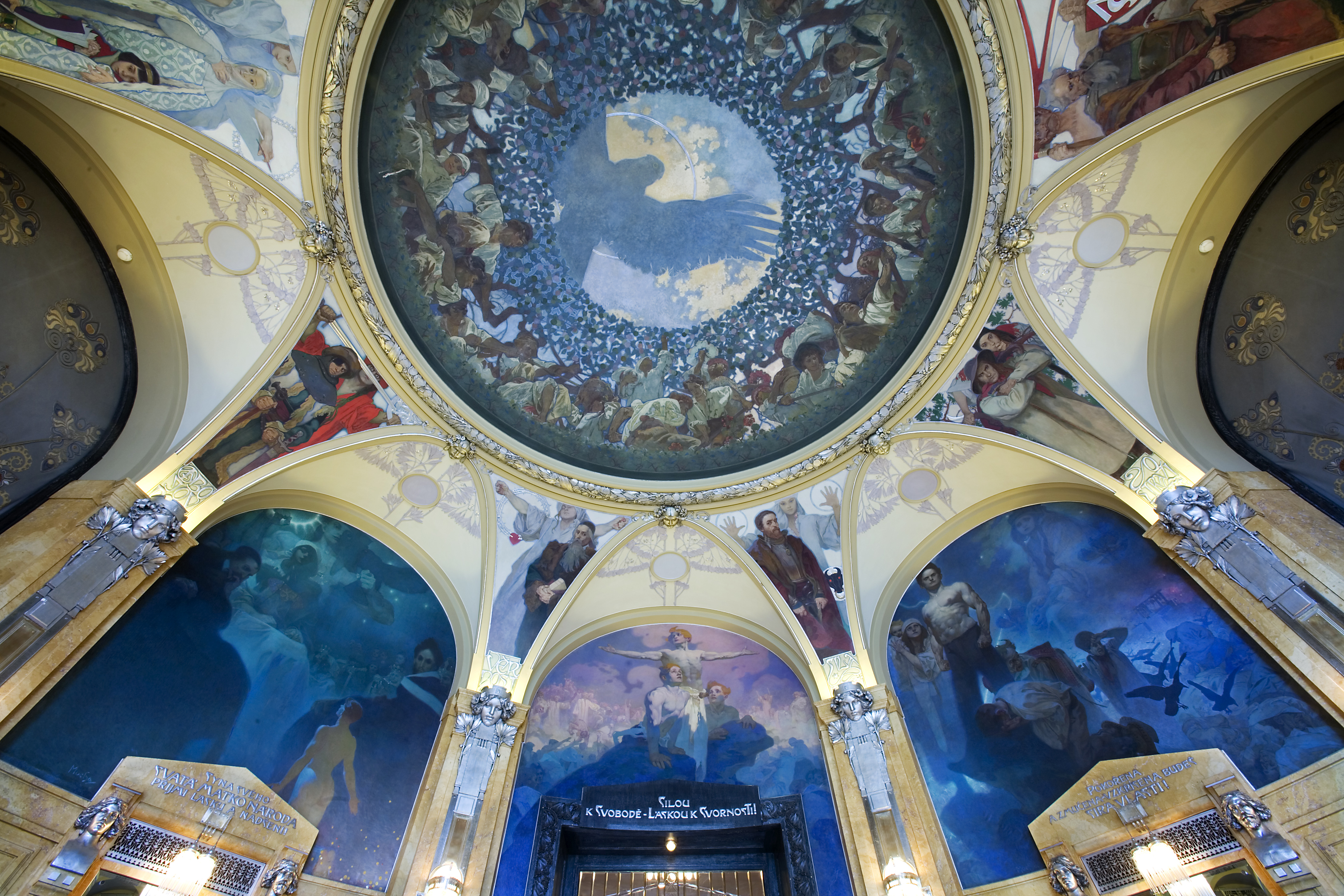
Frescă din sala Primator